# Адриан (име)
Вижте пояснителната страница за други значения на Адриан.
Адриан или Адриян е българско мъжко име, разпространило се от името на римския император император Адриан. На латински името звучи като Adrianus или Hadrianus и означава буквално от „Адрия/Хадрия“ (Adria/Hadria) – античният град Адрия, днешен Атри (южна Италия), както и Адрия (северна Италия), като първият вероятно е колония на втория. Не е напълно ясно от името на кой от двата града произлиза името Адриан изначално, като това на император Адриан произлиза от днешен Атри. Изначално, името произлиза от Адрия, име на най-големия канал на река По, съществувал в Античността. Същият е дал името на античния и съвременен град Адрия, както и на Адриатическо море. Произходът на значението е от старогръцката дума άδρος („адрос“), в смисъл на „богат“, „голям“, „значителен“, „здрав“, „силен“, „красив“, „щедър“.
Известени представители на това име са римският Император Адриан, шест Римски Папи, няколко раннохристиянски светци и мъченици от които най-известен е Свети Адриан, както и Гай Фабий Адриан - претор през 84 г. пр. н. е. и управител на римската провинция Африка през 83–82 г.
Според православния календар Адриан и Адриана празнуват имен ден на 26 август Св. мчци Адриан и Наталия.